# Baywood-Los Osos
Baywood-Los Osos ist eine Stadt im San Luis Obispo County im US-Bundesstaat Kalifornien, Vereinigte Staaten, mit 15.000 Einwohnern (Stand: 2004). Die geographischen Koordinaten sind: 35,31° Nord, 120,84° West. Das Stadtgebiet hat eine Größe von 19,8 km².
Das Gebiet der heutigen Stadt gehörte zum Siedlungsraum der Chumash.